# Chiomonte
Chiomonte (Cimon in piemontese, Cháumont in occitano e Chaumont in francese) è un comune italiano di 843 abitanti della città metropolitana di Torino in Piemonte. Si trova in Val di Susa.

## Geografia fisica

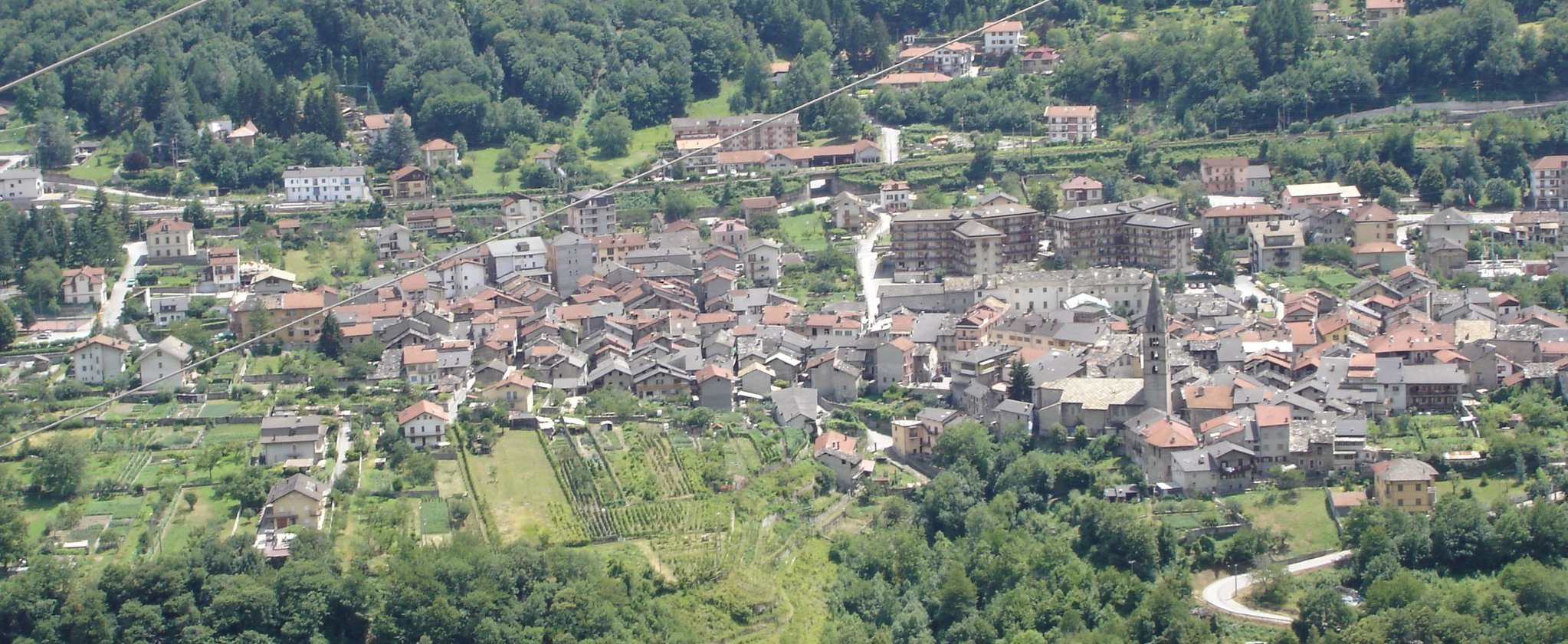
Chiomonte

Chiomonte sorge a 750 m s.l.m. sulla riva destra della Dora Riparia, a circa 60 chilometri ad ovest da Torino, in alta Val di Susa. Il comune è sovrastato dal massiccio dell'Ambin che raggiunge la sua massima elevazione nella Rocca d'Ambin (3.377 m).
Nel territorio comunale rientrano anche le due frazioni di Ramats, a 1000 metri s.l.m. sul versante sinistro della Dora, e Frais, a 1500 metri, centro sciistico e di villeggiatura estiva.

## Origini del nome
Il nome deriva dall'antica denominazione Caput Montium (o anche Calcis Mons, quest'ultima per via di certe cave di calce che vi si trovavano nel territorio) o Caumontium.

## Storia

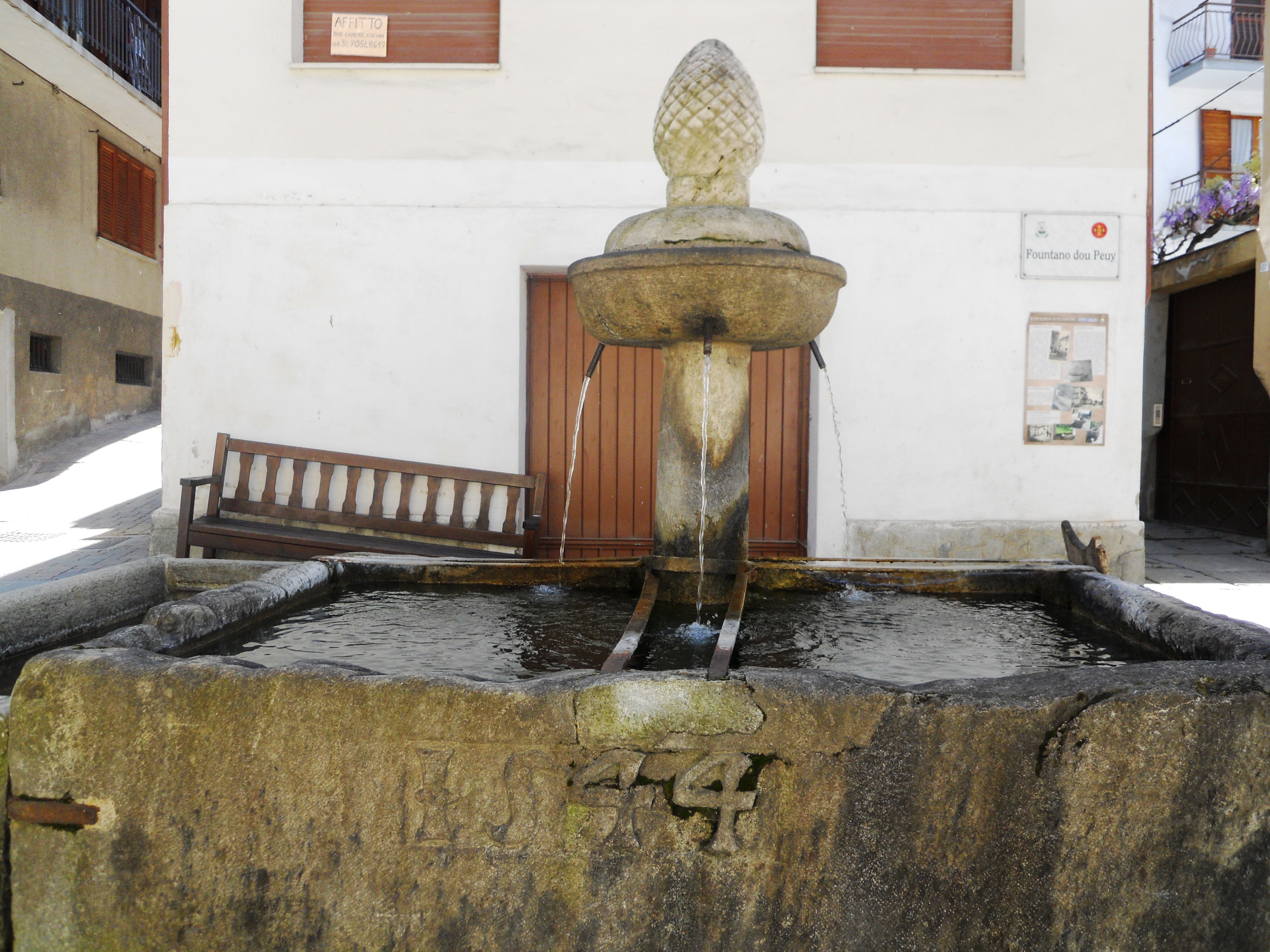
Fontana del Peuy, datata 1544

In origine, il centro abitato sorgeva sulla riva opposta del fiume, come testimoniano i resti di villaggi preistorici rinvenuti in regione Maddalena, dove oggi si trova il museo archeologico, con importanti testimonianze dell'epoca preistorica e celtica. Già nel periodo romano però il nucleo del paese si trovava sull'altro versante, più in alto rispetto al letto del fiume; passato in seguito sotto la giurisdizione francese, il comune di Chiomonte divenne la frontiera tra il territorio sabaudo e piemontese e quello francese del Delfinato. Nel 1629, il re di Francia Luigi XIII e il cardinale Richelieu soggiornarono a Chiomonte durante la guerra di successione a Mantova. Passato con tutta l'Alta Val Susa, sotto i Savoia con il trattato di Utrecht (1713), che pose fine alla guerra di successione spagnola, il paese ha poi conosciuto una fase di espansione e di industrializzazione agli inizi del Novecento, grazie alla ferrovia, alla centrale idroelettrica (la prima nella valle) ed a partire dagli anni cinquanta, all'affermazione della stazione sciistica del Frais, servita da una seggiovia (di nuova costruzione, aperta dal 6 gennaio 2011 e inaugurata il 5 febbraio 2011) che la collega alla stazione ferroviaria.
Dopo la completa automatizzazione della centrale elettrica, l'economia si regge soprattutto sull'industria di conservazione di cibi surgelati, sulla ferrovia, sul turismo, soprattutto invernale (la frazione Frais è stata sede di allenamento durante i XX Giochi olimpici invernali di Torino 2006), e sulla produzione enogastronomica, in particolare formaggi (tome) e vini (da vitigni sia trapiantati, sia autoctoni, come l'Avanà).

### Simboli
Il comune ha un proprio gonfalone e un proprio stemma che sono quelli storicamente in uso.
(Antonio Manno, Bibliografia storica degli Stati della monarchia di Savoia, 1892)
Lo stemma attuale raffigura il sole che coi suoi raggi fa maturare un grappolo di uva nera e un grappolo di uva bianca, con tralci e pampini, con il motto "Jamais sans toi" ("Mai senza di te" in francese) scritto su una fascia d'argento attraversante sulla troncatura. Il gonfalone è un drappo di bianco.

## Monumenti e luoghi d'interesse
- Chiesa parrocchiale di Santa Maria, con pregevoli sculture lignee e affreschi
- Chiesetta di Santa Caterina, risalente al XII secolo
- Chiesa di Sant'Andrea (fraz. Ramats), restaurata di recente
- Museo Archeologico La Maddalena[9]
- Pinacoteca "G. A. Levis", ricca di opere del pittore chiomontino
- Sette fontane in pietra che costellano il paese, alcune risalenti al XVI secolo
- Chiesa di San Bartolomeo, in frazione Frais, visitabile durante la festa del santo patrono

### Via Francigena

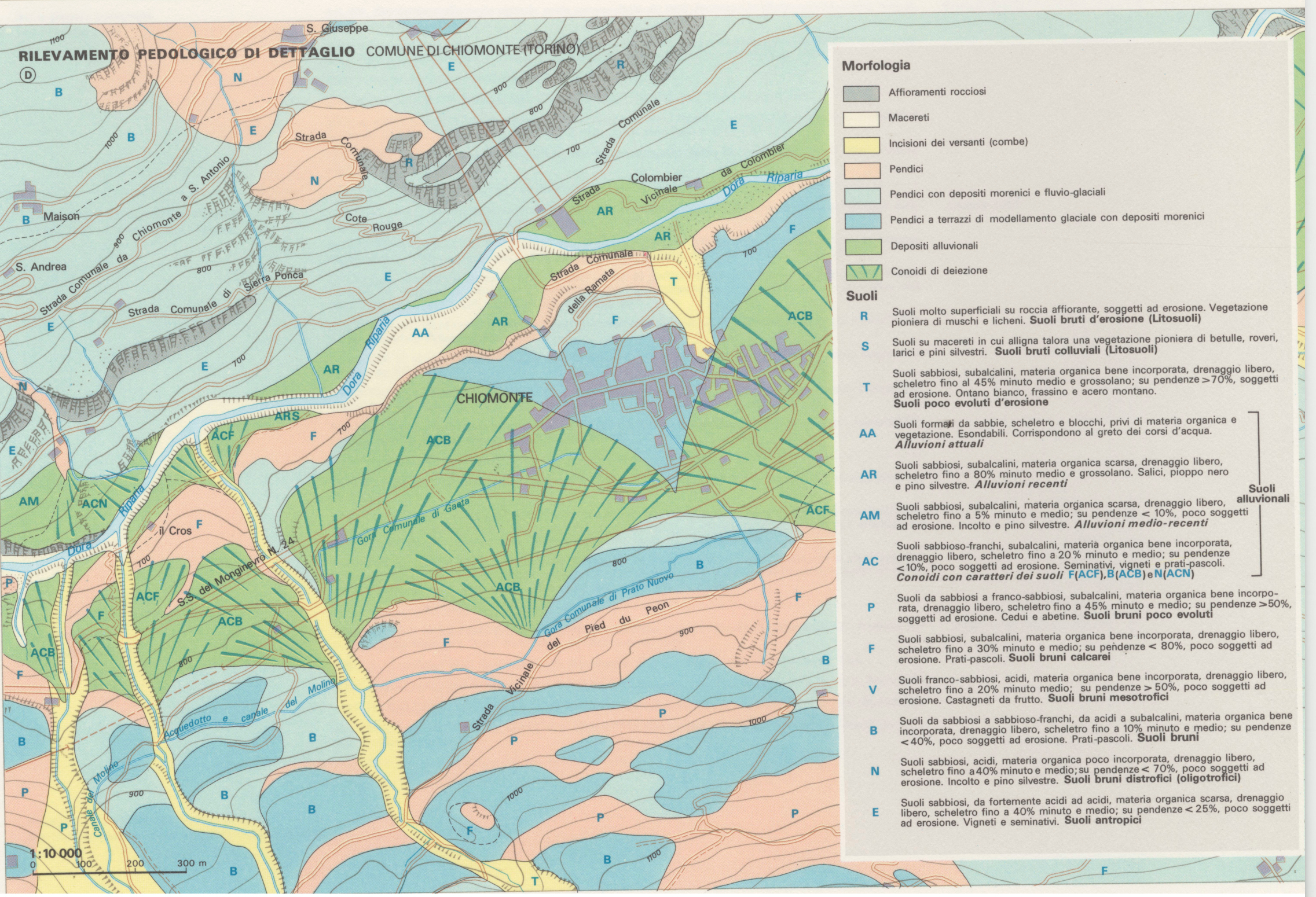
Mappa dettagliata del suolo di Chiomonte

Il concentrico è inserito nel percorso storico della Via Francigena, nel tratto proveniente dal Colle del Monginevro e da Oulx ed Exilles e successivamente dirigentesi verso il posto tappa di Susa.

## Società

### Evoluzione demografica
Negli ultimi cento anni, a partire dal 1921, la popolazione residente è dimezzata.
Abitanti censiti

### Etnie e minoranze straniere
Secondo i dati ISTAT al 31 dicembre 2009 la popolazione straniera residente era di 42 persone. Le nazionalità maggiormente rappresentate in base alla loro percentuale sul totale della popolazione residente erano:
- Romania 15 (1,55%)
- Albania 15 (1,55%)

### Lingue e dialetti
A Chiomonte, oltre al piemontese, è tuttora parlata la varietà locale occitana, chiamata chiomontino (chamoussin). Il chiomontino appartiene, come le altre parlate occitane dell'alta valle della Dora Riparia, al gruppo del Brianzonese, che a sua volta appartiene alle varietà occitane vivaro-alpine.

## Cultura

### Eventi
- La festa del patrono di Chiomonte è san Sebastiano il 20 di gennaio. Viene chiamata Pouento poiché vi si compie una danza popolare in cui i giovani del paese, vestiti con gli abiti tradizionali, portano in giro per il centro un apparato decorato detto "la Pouento" (la Punta), in segno di buon auspicio per l'anno appena iniziato, mentre le ragazze ballano intorno.
- Per gli appassionati di escursioni in montagna sono consigliabili gite alle fortezze del Gran Serin e dell'Assietta, dove si svolse un'importante battaglia nel '700 contro i Francesi (3 ore dal Frais) oppure al Gran Pertus (grande buco), opera idraulica di notevole importanza realizzata a metà '500 dal chiomontino Colombano Romean ed ai Quattro Denti (las Cattre Dents nell'occitano locale), formazioni calcaree (di roccia dolomitica) sulla cresta della montagna (3 ore da Ramats), proseguendo eventualmente per Cappella Bianca (1 ora) o per il Rifugio Luigi Vaccarone (2.743 m), ristrutturato e riaperto nel 2012 (2 ore).

### Media

#### Stampa
A Chiomonte nel 1986 è nata la pubblicazione La Rafanhauda, rivista pubblicata con cadenza irregolare che tratta di storia e lingua occitano-alpina locale. Di tale rivista sono stati pubblicati sei volumi tra 1986 e 1991 e venticinque volumi a partire dal 2011.

## Economia

### Vino del ghiaccio

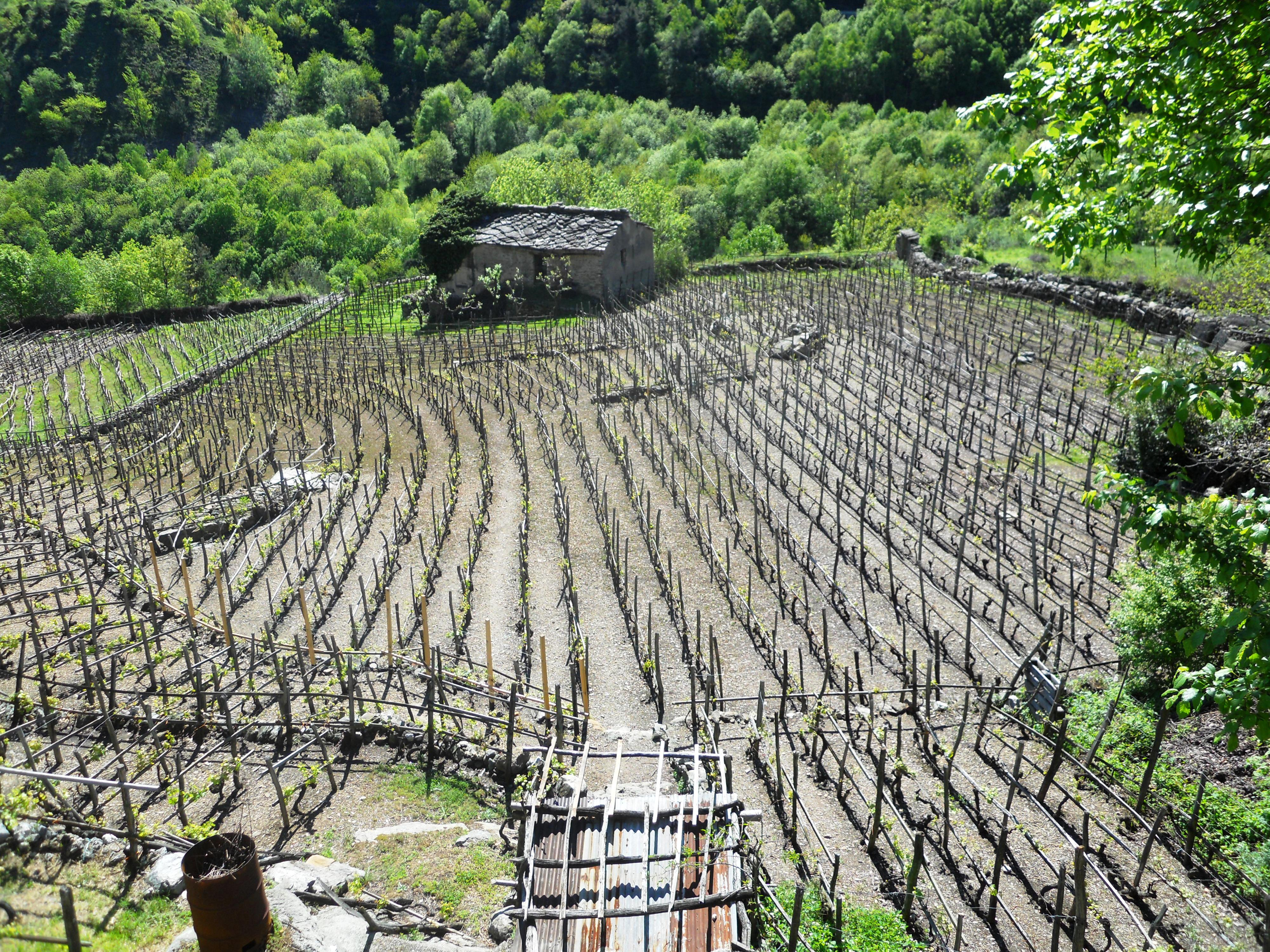
Vigneti del vino del ghiaccio a Chiomonte

Nel territorio del comune dai primi anni Duemila sono state riprese le coltivazioni della vite e la produzione di vino di ghiaccio attraverso antiche tecniche che prevedono la vendemmia in epoca già invernale (metà dicembre), a temperature molte volte sotto lo zero per fermare il processo di fermentazione naturale degli acini congelati e quasi disidratati, con conseguente concentrazione degli aromi e degli zuccheri presenti. Il vino che si produce è il San Sebastiano, ottenuto dalla vinificazione di uva Avanà in purezza.

## Amministrazione
Di seguito è presentata una tabella relativa alle amministrazioni che si sono succedute in questo comune.
| Periodo        | Periodo        | Primo cittadino      | Partito                          | Carica  | Note   |
| -------------- | -------------- | -------------------- | -------------------------------- | ------- | ------ |
| 30 giugno 1987 | 1º giugno 1990 | Giuseppe Joannas     | lista civica                     | Sindaco | [ 15 ] |
| 1º giugno 1990 | 16 marzo 1995  | Giuseppe Joannas     | lista civica                     | Sindaco | [ 15 ] |
| 11 maggio 1995 | 14 giugno 1999 | Roberto Perol        | -                                | Sindaco | [ 15 ] |
| 14 giugno 1999 | 14 giugno 2004 | Roberto Perol        | lista civica                     | Sindaco | [ 15 ] |
| 14 giugno 2004 | 8 giugno 2009  | Renzo Augusto Pinard | lista civica                     | Sindaco | [ 15 ] |
| 8 giugno 2009  | 26 maggio 2014 | Renzo Augusto Pinard | lista civica                     | Sindaco | [ 15 ] |
| 26 maggio 2014 | 27 maggio 2019 | Silvano Ollivier     | lista civica Tradizione e futuro | Sindaco | [ 15 ] |
| 27 maggio 2019 | 8 giugno 2024  | Roberto Garbati      | lista civica Per Chiomonte       | Sindaco | [ 15 ] |
| 8 giugno 2024  | in carica      | Roberto Garbati      | lista civica Per Chiomonte       | Sindaco | [ 15 ] |

### Altre informazioni amministrative
Il comune faceva parte della Comunità Montana Valle Susa e Val Sangone.